# 艾德西隆得
在托爾金（J. R. R. Tolkien）的小說，艾德西隆得（Edhellond）是一個虛構地方，是一個位於剛鐸（Gondor）精靈的古老的港口和聚居地，位於摩頌河（Morthond）及林羅谷（Ringló）交匯處較南處。
根據托爾金的一些著作，魔苟斯成功突襲精靈國度，毀壞了貝爾蘭（Beleriand），三艘小船逃了出來，並建立了艾德西隆得（辛達林語解作精靈港口）。另一說法是指多瑞亞斯（Doriath）的難民建立了港口。原本的創建者擁有造船知識。在第一紀元，只有瑟丹（Círdan）及法拉斯（Falas）的精靈部族知道這個港口。
不論其起源如何，艾德西隆得因南多精靈探索大海而規模變大。羅瑞安的安羅斯（Amroth）在第三紀元1981年於艾德西隆得附近尋找他的戀人寧若戴爾（Nimrodel）時失蹤。寧若戴爾的同伴米斯瑞拉斯則嫁給Imrazôr。他們的兒子加拉多（Galador）則是首任多爾安羅斯領主。
魔戒聖戰（War of the Ring）時期，艾德西隆得的精靈全都前往林頓（Lindon）。